# جانيت تايلور ليسلي
جانيت تايلور ليسلي (بالإنجليزية: Janet Taylor Lisle)‏ (1947)؛ كاتِبة مُتخصِّصة في أدب الأطفال وروائية أمريكية.